# Репно-Никольское
Репно-Никольское — село в составе Липицкого муниципального образования Чернского района Тульской области РФ, входит в состав территории, относящейся к Красивской сельской администрации с центром в деревне Красивка. С апреля 2014 года входит в состав объединённого муниципального образования (с ныне упразднённым Кожинским).

## Описание

### География
Село расположено в низменной местности на обоих берегах реки Уготи, в 5 км от районного центра — посёлка городского типа Чернь, в километре от сельского административного центра — деревни Красивка. Через село проходила старая дорога «Изъ города Новосили въ городъ Чернъ», в настоящее время — автотрасса 70К165 Чернь — Медведки.

### Название
Селение письменно упомянуто как сельцо Никольское Репное. До постройки храма, в устье оврага «Репинского» и реки Уготи образовалась деревня, получившая название «Репная» по географическому признаку — от Репинского верха (оврага). Географические объекты часто получали свои названия от первых поселенцев или владельцев этих земель (пример Мишин верх): «В том же сельце Никольском Репном за Федором Савостьяновым сыном Мишина отца ево жеребей поместья», а затем за поселением закреплялось и приживалось это название. Поселение разрасталось, появлялись новые выселки со своими именами (например Ивица), в том числе и за речкой Уготьей. С постройкой церкви произошло объединение небольших поселений и дворов в одно село с новым названием «Никольское» — по храму. Но в памяти народной осталось и прежнее «Репное тожъ». В народе селение имело также названия Уготь — по реке и Офросимово — по фамилии помещиков Офросимовых — бывших служилых людей детей боярских, получивших за службу земельные наделы в этих местах.

### История
Упоминание о селении сохранилось в списке Дозорной книги поместных и вотчинных земель Чернского уезда письма Поликарпа Давыдова и подъячего Матвея Лужина за 1615 год, где сказано: «Сельцо Никольское Репное. А в нем церковь Великого Чюдотворца Николы, древянои, клетцки. А в церкве Божие милосердие: образы и книги, и ризы, и всякое церковное строенье мирское». Предположительно это был первый храм. Второй в приходе, близ деревни Рассохи (Розсохи, Репная тожъ), построил возможно владелец деревни Ивица (ныне часть села Репно-Никольского) Харлампий Семёнович Офросимов около 1665 года. Новый, третий по счёту, также деревянный построили в 1758 году. С 1816 по 1824 год на средства помещика Фёдора Семёновича Офросимова, рядом с деревянной, была построена каменная церковь во имя того же святого Николая. В 1865 году на средства прихожан был пристроен придел во имя Скорбящей Божией Матери. Это был — четвёртый приходской храм, разрушенный в годы Великой Отечественной войны. В приход, кроме самого села, входила деревня Рассохи. Ивица и Розсохи упоминаются как деревни в той же Дозорной книге поместных и вотчинных земель Чернского уезда за 1615 год, в которых нет сведений о существовании в них храмов. Здесь также сказано, что Семён Семёнович Офросимов владел поместьем своего отца в деревне Ивица (частью деревни) с 1614 года. С 1886 года здесь имелась школа грамоты, затем преобразованная в церковно-приходскую. В 1859 году в селе насчитывалось 47 крестьянских дворов, в 1915 году — 81 двор.

## Население
| Годы      | 1857 | 1859 | 1915 | 2010 |
| --------- | ---- | ---- | ---- | ---- |
| Население | 403* | 560  | 585  | 49   |

* 4 человека военного ведомства, 8 — гражданского, 10 — купцов, мещан, 381 — крепостных помещичьих;

* Численность населения села приведена общая с деревней Ивицей и всеми, ныне входящими в село, слободами.